# Dirty Dancing (film, 2017)
Dirty Dancing je americký televizní film z roku 2017. Režie se ujal Wayne Blair a scénáře Jessica Sharzer. Ve snímku hrají hlavní role Abigail Breslin, Colt Prattes, Nicole Scherzinger, Bruce Greenwood, Debra Messing, Sarah Hyland, Tony Roberts, Billy Dee Williams, a J. Quinton Johnson. Vysílal se 24. března 2017 na americké stanici ABC. Získal negativní recenze od kritiků.

## Obsazení
| Abigail Breslin    | Frances „Baby“ Housemanová |
| Colt Prattes       | Johnny Castle              |
| Debra Messing      | Marjorie Houseman          |
| Bruce Greenwood    | doktor Jake Houseman       |
| Nicole Scherzinger | Penny                      |
| Sarah Hyland       | Lisa Housemanová           |
| Tony Roberts       | Max Kellerman              |
| Trevor Einhorn     | Neil Kellerman             |
| Shane Harper       | Robbie Gould               |
| J. Quinton Johnson | Marco                      |
| Casper Smart       | Billy Kostecki             |
| Katey Sagal        | Vivian Pressmanová         |
| Billy Dee Williams | Tito Suarez                |

## Soundtrack
- „Be My Baby“ – Bea Miller
- „Big Girls Don't Cry“ – Karmin
- „Love Man“ – J. Quinton Johnson
- „Do You Love Me“ – Colt Prattes, Nicole Scherzinger a J. Quinton Johnson
- „Fever“ – Katey Segal a Colt Prattes
- „When I'm Alone“ – J. Quinton Johnson
- „Wipe Out“ – American Authors feat. Lindsey Stirling
- „Hungry Eyes“ – Greyson Chance
- „Hey Baby“ – Lady Antebellum
- „Whola Lotta Shakin' Goin' On“ – Nicole Scherzinger a Abigail Breslin
- „Cry to Me“ – Seal
- „They Can't Take That Away From Me“ – Debra Messing
- „Love is Strange“ – Abigail Breslin a Colt Prattes
- „They Can't Take That Away“ – Bruce Greenwood
- „She's Like the Wind“ – Calum Scott
- „Don't Think Twice It's Alright“ – Sarah Hyland a J. Quinton Johnson
- „(I've Had) The Time of My Life“ – herci obsazení ve filmu

## Přijetí

### Recenze
Film získal negativní recenze od kritiků. Na recenzní stránce Rotten Tomatoes získal ze 17 započtených recenzí 22 procent. Na serveru Metacritic snímek získal z 15 recenzí 39 bodů ze sta. Na Česko-Slovenské filmové databázi snímek získal 22%.